# Mound Valley, Kansas
Mound Valley là một thành phố thuộc quận Labette, tiểu bang Kansas, Hoa Kỳ. Năm 2010, dân số của xã này là 407 người.

## Dân số
Dân số các năm:
- Năm 2000: 418 người
- Năm 2010: 407 người